# 人道的危機
人道的危機（じんどうてききき、英: humanitarian crisis）とは、本来国家が保障するべき自国民の健康・安全・地域共同体に属する権利などが、何等かの理由で侵害されている重大で危機的な状況のことを指す。人道危機とも言う。

## 発生要因
人道的危機の発生する主な要因は二つに区別することができる。

### 自然災害（天災）
地震・台風・火山噴火など人間の手が及ばない自然現象が原因となって人間の生活に危機的な影響を与えることがある。しかし、近年は地球温暖化をはじめとする異常気象など、人間の営為が根本的原因となることも増えており、天災と人災を明確に区別することは困難とされている。

### 人為的災害（人災）
国境紛争など国外勢力との武力衝突による被害や、内戦や紛争など国内複数グループの対立による被害があげられる。政府による国民の弾圧・迫害・虐殺などにより国内情勢が極めて不安定な国も依然として存在しており、これらの多くは政治・経済的要因と社会・文化的要因が複雑に絡み合っている。また、オイルタンカーの事故による海洋汚染や、原発爆発事故による大気汚染なども人災に含まれる。